# Razziegalan 2018
Razziegalan 2018 var den 38:e upplagan av Golden Raspberry Awards som "belönade" de sämsta filminsatserna från 2017. Den hölls som vanligt dagen innan Oscarsgalan, den 3 mars 2018.

## Nominerade
Vinnarna listas i fetstil.

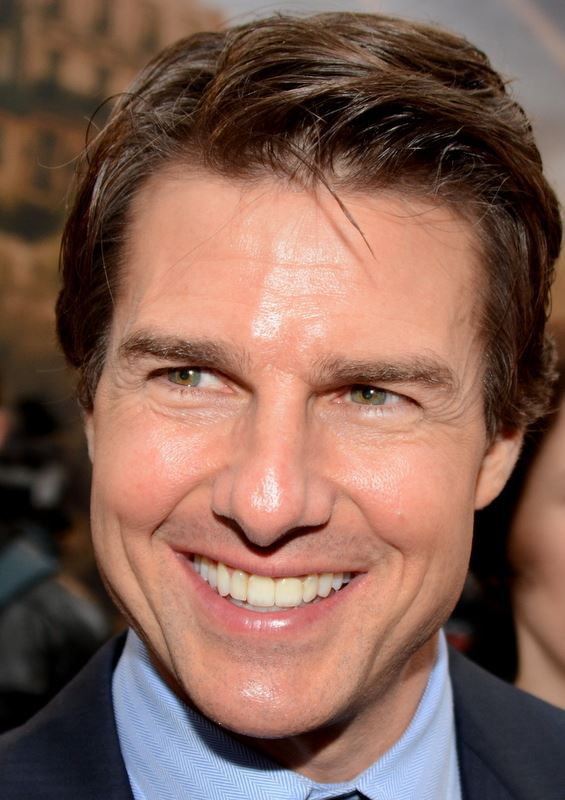
Tom Cruise
Sämsta manliga skådespelare

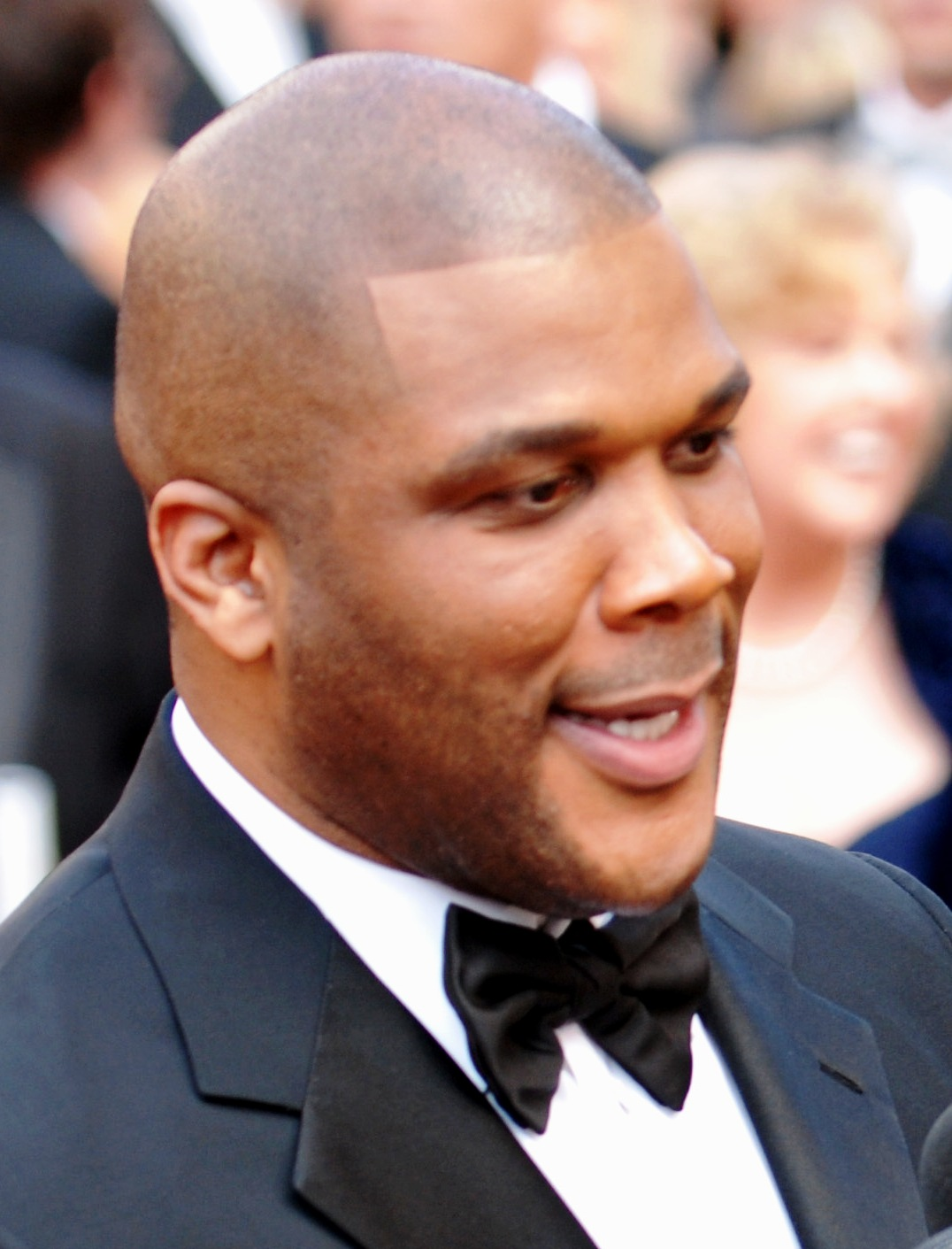
Tyler Perry
Sämsta kvinnliga skådespelare

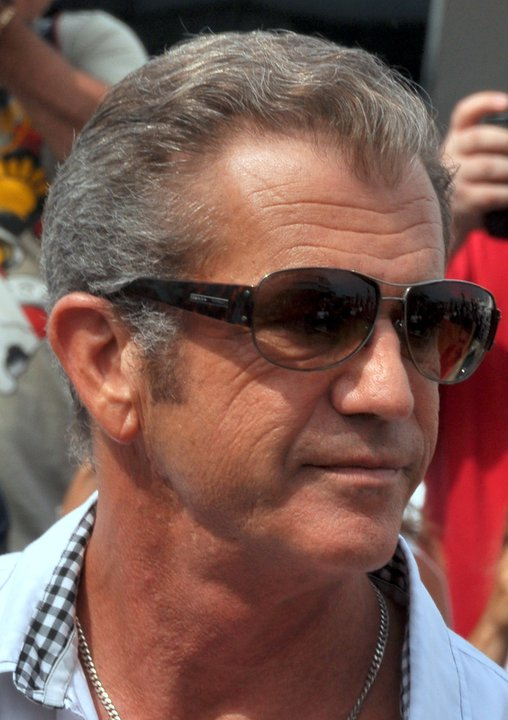
Mel Gibson
Sämsta manliga biroll

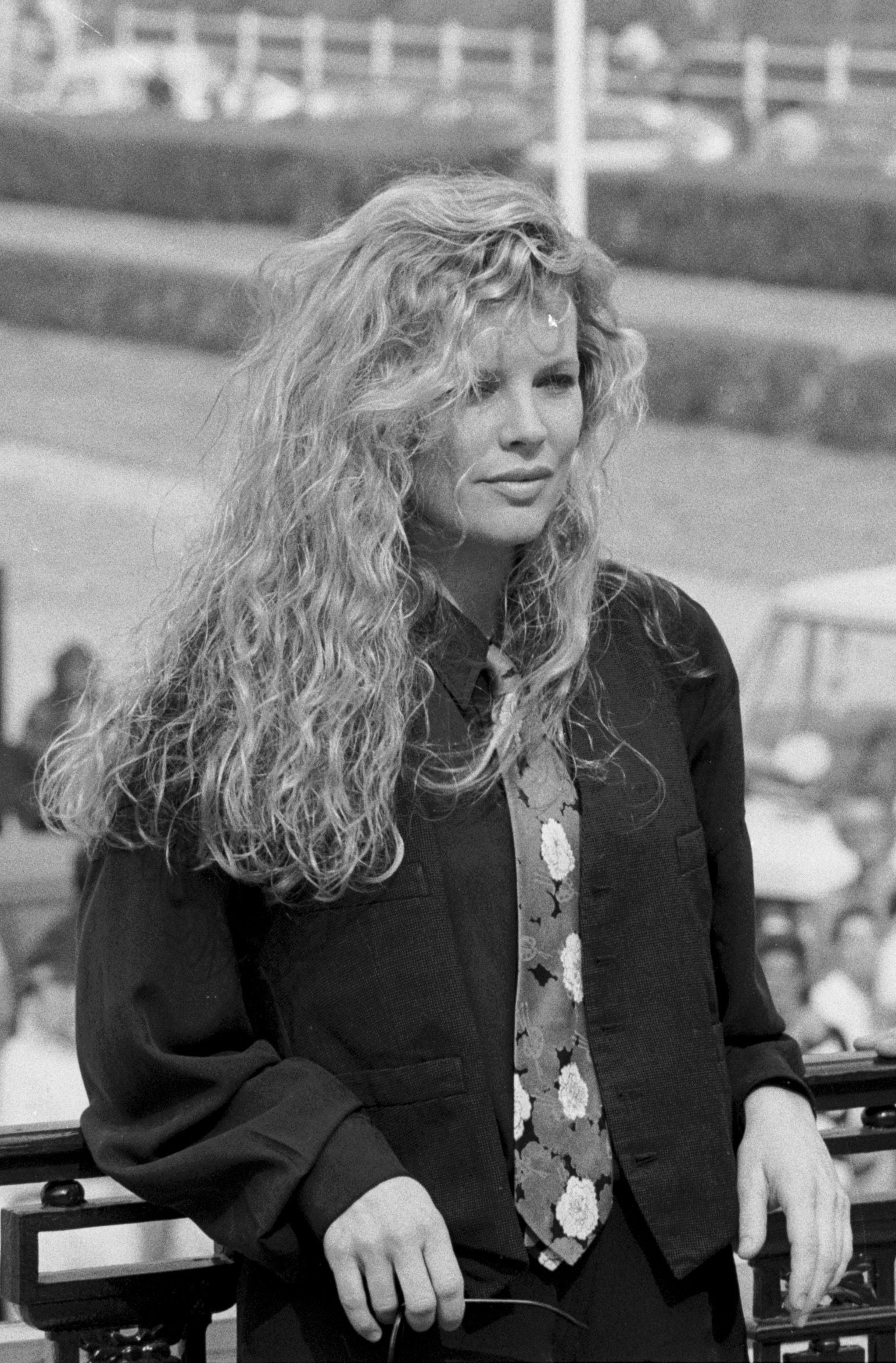
Kim Basinger
Sämsta kvinnliga biroll

| Sämsta film - The Emoji Movie - Michelle Raimo Kouyate - Baywatch - Michael Berk, Gregory J. Bonann, Beau Flynn, Ivan Reitman, Douglas Schwartz - Fifty Shades Darker - Dana Brunetti, Michael De Luca, E.L. James, Marcus Viscidi - The Mummy - Sarah Bradshaw, Sean Daniel, Alex Kurtzman, Chris Morgan - Transformers: The Last Knight - Ian Bryce, Lorenzo di Bonaventura, Tom DeSanto, Don Murphy                       | Sämsta regissör - Tony Leondis - The Emoji Movie - Darren Aronofsky - Mother! - Michael Bay - Transformers: The Last Knight - James Foley - Fifty Shades Darker - Alex Kurtzman - The Mummy |
| Sämsta manliga skådespelare - Tom Cruise - The Mummy som Nick Morton - Johnny Depp - Pirates of the Caribbean: Salazar's Revenge som Kapten Jack Sparrow - Jamie Dornan - Fifty Shades Darker som Christian Grey - Zac Efron - Baywatch som Matt Brody - Mark Wahlberg - Daddy's Home 2 och Transformers: The Last Knight som Dusty Mayron och Cade Yeager                                                                   | Sämsta kvinnliga skådespelare - Tyler Perry - Boo 2! A Madea Halloween som Mabel "Madea" Simmons - Katherine Heigl - Unforgettable som Tessa Connover - Dakota Johnson - Fifty Shades Darker som Anastasia "Ana" Steele - Jennifer Lawrence - Mother! som Mother - Emma Watson - The Circle som Mae Holland |
| Sämsta manliga biroll - Mel Gibson - Daddy's Home 2 som Kurt Mayron - Javier Bardem - Mother! och Pirates of the Caribbean: Salazar's Revenge som Him och Kapten Armando Salazar - Russell Crowe - The Mummy som Dr. Henry Jekyll - Josh Duhamel - Transformers: The Last Knight som Överste William Lennox - Anthony Hopkins - Collide och Transformers: The Last Knight som Hagen Kahl och Sir Edmund Burton               | Sämsta kvinnliga biroll - Kim Basinger - Fifty Shades Darker som Elena Lincoln - Sofia Boutella - The Mummy som Ahmanet - Laura Haddock - Transformers: The Last Knight som Viviane Wembly - Goldie Hawn - Snatched som Linda Middleton - Susan Sarandon - A Bad Moms Christmas som Isis Dunkler |
| Sämsta manus - The Emoji Movie - Tony Leondis, Eric Siegel och Mike White - Baywatch - Damian Shannon, Mark Swift, Jay Scherick, David Ronn, Thomas Lennon och Robert Ben Garant - Fifty Shades Darker - Niall Leonard - The Mummy - David Koepp, Christopher McQuarrie, Dylan Kussman, Jon Spaihts, Alex Kurtzman och Jenny Lumet - Transformers: The Last Knight - Art Marcum, Matt Holloway, Ken Nolan och Akiva Goldsman | Sämsta filmkombination - Vilka två motbjudande emojis som helst i The Emoji Movie - Vilken kombination av två rollfigurer, sexleksaker eller sexställningar som helst i Fifty Shades Darker - Vilken kombination av två människor, robotar eller explosioner som helst i Transformers: The Last Knight - Johnny Depp och hans utslitna fyllerutin i Pirates of the Caribbean: Salazar's Revenge - Tyler Perry och antingen den musätna gamla klänningen eller den utslitna peruken i Boo 2! A Madea Halloween |
| Sämsta prequel, nyinspelning, rip-off eller uppföljare - Fifty Shades Darker - Baywatch - Boo 2! A Madea Halloween - The Mummy - Transformers: The Last Knight | |

### Filmer med flera vinster
| Vinster | Film                |
| ------- | ------------------- |
| 4       | The Emoji Movie     |
| 2       | Fifty Shades Darker |

### Filmer med flera nomineringar
| Nomineringar | Film                                        |
| ------------ | ------------------------------------------- |
| 9            | Transformers: The Last Knight               |
| 8            | Fifty Shades Darker                         |
| 7            | The Mummy                                   |
| 4            | Baywatch                                    |
| 4            | The Emoji Movie                             |
| 3            | Boo 2! A Madea Halloween                    |
| 3            | Mother!                                     |
| 3            | Pirates of the Caribbean: Salazar's Revenge |
| 2            | Daddy's Home 2                              |